# Лощаков, Виталий Анатольевич
Виталий Анатольевич Лощаков (15 сентября 1967, Сельцо, Брянская область) — советский и российский футболист, нападающий и полузащитник.

## Биография
Воспитанник ДЮСШ «Сокол» (Сельцо). На взрослом уровне дебютировал в 1985 году в составе брянского «Динамо» во второй лиге. Стал победителем зонального турнира второй лиги 1985 года. В 1986 году выступал за московское «Динамо-2», а на рубеже 1980-х и 1990-х снова играл в Брянске.
В начале 1993 года вместе с группой игроков из Брянска перешёл в клуб «Ведрич» (Речица). В его составе в высшей лиге Белоруссии сыграл 11 матчей и забил один гол. Автором гола стал 1 июня 1993 года в матче против «Обувщика». В следующем сезоне сыграл 20 матчей в высшей лиге за «Молодечно», также играл в первой лиге за мозырский МПКЦ.
После возвращения в Россию выступал в третьей и второй лигах за ростовский «Источник» и брянские «Динамо» и «Спартак». В составе профессиональных команд Брянска сыграл за свою карьеру около 200 матчей.